# 西班牙首相列表
西班牙首相是西班牙的政府首脑，其正式稱呼隨著時代而有所變化。
- 首席大臣（西班牙语：Valido）（；1406－1691）－非正式的最高官職或國王親信。
- 國務卿（西班牙语：Secretario de Estado (Antiguo Régimen en España)）（；1700－1833）－波旁家族的初代国王腓力五世至1833年斐迪南七世时旧体制（西班牙语：Instituciones españolas del Antiguo Régimen）（Antiguo Régimen）崩溃。
- 大臣會議主席（西班牙语：Presidente del Consejo de Ministros de España）（；1833－1977）－旧体制崩溃後的伊莎贝拉二世女王时期开始，到君主体制废除後、制憲議会开始民主化制度。
- 政府主席（Presidente del Gobierno de España；1977－至今）－1977年第一屆國會以降。

以下为西班牙历任首相列表。

## 西班牙王国 (1705–1873)

### 国务长官
| 姓名                                                   | 开始           | 结束           | 国家元首       |
| ------------------------------------------------------ | -------------- | -------------- | -------------- |
| 佩德罗·费尔南德斯·德尔坎波·安古洛 梅霍拉达侯爵         | 1705年         | 1705年7月11日  | 腓力五世国王   |
| 何塞·德·格里马尔多 格里马尔多侯爵 第1次                | 1705年7月11日  | 1714年4月15日  | 腓力五世国王   |
| 曼努埃尔·德瓦迪略·维拉斯科                             | 1714年4月15日  | 1714年11月30日 | 腓力五世国王   |
| 何塞·德·格里马尔多 格里马尔多侯爵 第2次                | 1714年11月30日 | 1724年1月14日  | 腓力五世国王   |
| 胡安·包蒂斯塔·奥伦达因·阿斯皮尔库埃塔 第1次            | 1724年1月14日  | 1724年9月4日   | 路易斯一世国王 |
| 何塞·德·格里马尔多 格里马尔多侯爵 第3次                | 1724年9月4日   | 1725年12月12日 | 腓力五世国王   |
| 胡安·吉列尔莫·里佩达 里佩达男爵和公爵                  | 1725年12月12日 | 1726年4月14日  | 腓力五世国王   |
| 何塞·德·格里马尔多 格里马尔多侯爵 第4次                | 1726年4月14日  | 1726年10月1日  | 腓力五世国王   |
| 胡安·包蒂斯塔·奥伦达因·阿斯皮尔库埃塔 拉巴斯侯爵 第2次 | 1726年10月1日  | 1734年11月21日 | 腓力五世国王   |

### 第一国务大臣
| 姓名                                                          | 开始           | 结束           | 国家元首       |
| ------------------------------------------------------------- | -------------- | -------------- | -------------- |
| 何塞·德·帕蒂尼奥·罗萨莱斯                                     | 1734年11月21日 | 1734年11月26日 | 腓力五世国王   |
| 塞巴斯蒂安·德拉夸德拉 比利亚里亚斯侯爵                        | 1734年11月26日 | 1746年12月4日  | 腓力五世国王   |
| 何塞·德·卡瓦哈尔·兰卡斯特                                     | 1746年12月4日  | 1754年4月9日   | 斐迪南六世国王 |
| 费尔南多·德席尔瓦·门多萨 胡埃斯卡尔公爵                       | 1754年4月9日   | 1754年5月15日  | 斐迪南六世国王 |
| 里卡多·瓦尔·德弗雷乌斯                                        | 1754年5月15日  | 1759年8月10日  | 斐迪南六世国王 |
| 里卡多·瓦尔·德弗雷乌斯                                        | 1759年8月10日  | 1763年10月9日  | 卡洛斯三世国王 |
| 耶罗尼莫·格里马尔迪 格里马尔迪侯爵                            | 1763年10月9日  | 1777年2月19日  | 卡洛斯三世国王 |
| 何塞·莫尼诺·雷东多 佛罗里达布朗卡伯爵                         | 1777年2月19日  | 1788年12月14日 | 卡洛斯三世国王 |
| 何塞·莫尼诺·雷东多 佛罗里达布朗卡伯爵                         | 1788年12月14日 | 1792年2月28日  | 卡洛斯四世国王 |
| 佩德罗·帕布洛·阿瓦尔卡·德·博莱亚 阿朗达伯爵 代                | 1792年2月28日  | 1792年11月15日 | 卡洛斯四世国王 |
| 曼努埃尔·德·戈多伊 阿尔库迪亚公爵                             | 1792年11月15日 | 1798年3月28日  | 卡洛斯四世国王 |
| 弗朗西斯科·德·萨维德拉 代理至1798年9月6日                     | 1798年3月30日  | 1799年2月12日  | 卡洛斯四世国王 |
| 马里亚诺·路易斯·德·乌尔基霍 代                                | 1799年2月12日  | 1799年12月13日 | 卡洛斯四世国王 |
| 佩德罗·塞瓦略斯·古埃拉 第1次                                  | 1799年12月13日 | 1808年3月3日   | 卡洛斯四世国王 |
| 贡萨洛·奥法里尔·埃雷拉 代                                     | 1808年3月3日   | 1808年3月19日  | 卡洛斯四世国王 |
| 佩德罗·塞瓦略斯·古埃拉 第2次                                  | 1808年3月19日  | 1808年7月7日   | 斐迪南七世国王 |
| 马里亚诺·路易斯·德·乌尔基霍 第2次                             | 1808年7月7日   | 1813年6月27日  | 约瑟夫一世国王 |
| 胡安·奥多诺尤·奥里安 代                                       | 1813年10月10日 | 1813年10月17日 | 约瑟夫一世国王 |
| 费尔南多·德·拉塞尔纳 代                                       | 1813年10月17日 | 1813年12月3日  | 约瑟夫一世国王 |
| 何塞·鲁扬多 代                                                | 1813年12月3日  | 1814年5月4日   | 斐迪南七世国王 |
| 何塞·米格尔·德·卡瓦哈尔·瓦加斯 圣卡洛斯公爵                   | 1814年5月4日   | 1814年11月15日 | 斐迪南七世国王 |
| 佩德罗·塞瓦略斯·古埃拉 第3次                                  | 1814年11月15日 | 1816年1月24日  | 斐迪南七世国王 |
| 胡安·埃斯特班·德·托雷斯                                       | 1816年1月24日  | 1816年1月26日  | 斐迪南七世国王 |
| 佩德罗·塞瓦略斯·古埃拉 第4次                                  | 1816年1月26日  | 1816年10月30日 | 斐迪南七世国王 |
| 何塞·加西亚·德莱昂·皮萨罗                                     | 1816年10月30日 | 1818年9月14日  | 斐迪南七世国王 |
| 卡洛斯·马丁内斯·德·伊鲁霍·塔康 卡萨伊鲁霍侯爵 代              | 1818年9月14日  | 1819年6月12日  | 斐迪南七世国王 |
| 曼努埃尔·冈萨雷斯·萨尔蒙 代                                   | 1819年6月12日  | 1819年9月12日  | 斐迪南七世国王 |
| 华金·何塞·梅尔加雷霍·绍林 圣费尔南多德基罗加公爵              | 1819年9月12日  | 1820年3月18日  | 斐迪南七世国王 |
| 胡安·哈瓦特·阿斯塔尔 代                                       | 1820年3月18日  | 1820年3月18日  | 斐迪南七世国王 |
| 埃瓦里斯托·佩雷斯·德卡斯特罗·布里托                           | 1820年3月18日  | 1821年3月2日   | 斐迪南七世国王 |
| 华金·安杜亚加·库恩卡 代                                       | 1821年3月2日   | 1821年4月23日  | 斐迪南七世国王 |
| 弗朗西斯科·德保拉·埃斯库德罗 代                               | 1821年4月23日  | 1821年4月23日  | 斐迪南七世国王 |
| 尤塞比奥·巴尔达吉·阿萨拉                                      | 1821年4月23日  | 1822年1月8日   | 斐迪南七世国王 |
| 拉蒙·洛佩斯·佩莱格林 代                                       | 1822年1月8日   | 1822年1月24日  | 斐迪南七世国王 |
| 何塞·加布里埃尔·德席尔瓦 桑塔克鲁斯侯爵                       | 1822年1月24日  | 1822年1月30日  | 斐迪南七世国王 |
| 拉蒙·洛佩斯·佩莱格林 代                                       | 1822年1月30日  | 1822年2月28日  | 斐迪南七世国王 |
| 弗朗西斯科·马丁内斯·德拉罗萨                                  | 1822年2月28日  | 1822年8月5日   | 斐迪南七世国王 |
| 埃瓦里斯托·费尔南德斯·圣米格尔 代理至1822年2月28日            | 1822年8月5日   | 1823年4月25日  | 斐迪南七世国王 |
| 何塞·曼努埃尔·瓦迪略 代                                       | 1823年4月25日  | 1823年5月7日   | 斐迪南七世国王 |
| 圣地亚哥·乌索斯·莫兹 代                                       | 1823年5月7日   | 1823年5月13日  | 斐迪南七世国王 |
| 何塞·马里亚·潘多·德拉里瓦                                     | 1823年5月13日  | 1823年8月29日  | 斐迪南七世国王 |
| 路易斯·马里亚·德·萨拉查 代                                    | 1823年8月29日  | 1823年9月4日   | 斐迪南七世国王 |
| 胡安·安东尼奥·扬迪奥拉·加拉伊 代                              | 1823年9月4日   | 1823年9月6日   | 斐迪南七世国王 |
| 何塞·鲁扬多 第2次                                             | 1823年9月6日   | 1823年10月1日  | 斐迪南七世国王 |
| 克托·达米安·萨埃斯 代理到1823年8月7日 对抗政府到1823年10月1日 | 1823年4月15日  | 1823年12月2日  | 斐迪南七世国王 |
| 卡洛斯·马丁内斯·德·伊鲁霍·塔康 卡萨伊鲁霍侯爵 第2次           | 1823年12月2日  | 1824年1月18日  | 斐迪南七世国王 |
| 纳西索·德·埃雷迪亚 奥法利亚伯爵                               | 1824年1月18日  | 1824年7月11日  | 斐迪南七世国王 |
| 路易斯·马里亚·德·萨拉查 代                                    | 1824年7月11日  | 1824年7月11日  | 斐迪南七世国王 |
| 弗朗西斯科·塞亚·贝穆德斯 第1次                                | 1824年7月11日  | 1825年10月24日 | 斐迪南七世国王 |
| 佩德罗·阿尔坎塔拉·德·托莱多 英范塔多公爵                      | 1825年10月24日 | 1826年8月19日  | 斐迪南七世国王 |
| 曼努埃尔·冈萨雷斯·萨尔蒙 代理到1830年10月15日                 | 1826年8月19日  | 1832年1月20日  | 斐迪南七世国王 |
| 弗朗西斯科·塔德奥·卡洛马尔德 代                               | 1832年1月20日  | 1832年2月22日  | 斐迪南七世国王 |
| 安东尼奥·德·萨维德拉 代                                       | 1832年2月22日  | 1832年10月1日  | 斐迪南七世国王 |
| 何塞·卡弗兰加·科斯蒂利亚 代                                   | 1832年10月1日  | 1832年11月29日 | 斐迪南七世国王 |
| 弗朗西斯科·塞亚·贝穆德斯 第2次                                | 1832年11月29日 | 1834年1月15日  | 斐迪南七世国王 |

### 首相（大臣会议主席）
政治信仰:
  没有
  自由保守主义
  社会民主主义
  进步自由主义
  中间派 
  军人
| 肖像 | 姓名                                                                    | 开始           | 结束           | 内阁                                      | 政党              | 国王 (届)                                                   |
| ---- | ----------------------------------------------------------------------- | -------------- | -------------- | ----------------------------------------- | ----------------- | ----------------------------------------------------------- |
|      | 弗朗西斯科·马丁内斯·德拉罗萨                                            | 1834年1月15日  | 1835年6月7日   | 第二次马丁内斯·德拉罗萨内阁               | 温和保皇党        | 王太后玛丽亚·克里斯蒂娜 任 伊莎贝拉二世女王摄政 (1833–1840) |
|      | 何塞·马里亚·奎伊波·德利亚诺·鲁伊斯 托雷诺伯爵                           | 1835年6月7日   | 1835年9月14日  | 托雷诺伯爵内阁                            | 温和保皇党        | 王太后玛丽亚·克里斯蒂娜 任 伊莎贝拉二世女王摄政 (1833–1840) |
|      | 米格尔·里卡多·德·阿拉瓦·埃斯基韦尔 拒绝首相提名，作为西班牙大使旅居伦敦 | 1835年9月14日  | 1835年9月25日  | 阿拉瓦-门迪萨瓦尔内阁                     | 进步党            | 王太后玛丽亚·克里斯蒂娜 任 伊莎贝拉二世女王摄政 (1833–1840) |
|      | 胡安·阿尔瓦雷斯·蒙迪萨瓦尔                                              | 1835年9月25日  | 1836年5月15日  | 阿拉瓦-门迪萨瓦尔内阁                     | 进步党            | 王太后玛丽亚·克里斯蒂娜 任 伊莎贝拉二世女王摄政 (1833–1840) |
|      | 弗朗西斯科·哈维尔·伊斯图里斯·蒙特罗 代理，第1次                         | 1836年5月15日  | 1836年8月4日   | 第一次伊斯图里斯内阁                      | 温和派            | 王太后玛丽亚·克里斯蒂娜 任 伊莎贝拉二世女王摄政 (1833–1840) |
|      | 何塞·马里亚·卡拉特拉瓦 代理                                             | 1836年8月4日   | 1837年8月18日  | 卡拉特拉瓦内阁                            | 进步党            | 王太后玛丽亚·克里斯蒂娜 任 伊莎贝拉二世女王摄政 (1833–1840) |
|      | 巴尔多梅罗·埃斯帕特罗 鲁查纳伯爵 第1次                                  | 1837年8月18日  | 1837年10月18日 | 第一次埃斯帕特罗内阁                      | 进步党            | 王太后玛丽亚·克里斯蒂娜 任 伊莎贝拉二世女王摄政 (1833–1840) |
|      | 尤塞比奥·巴尔达吉·阿萨拉                                                | 1837年10月18日 | 1837年12月16日 | 第二次巴尔达希内阁                        | 温和派            | 王太后玛丽亚·克里斯蒂娜 任 伊莎贝拉二世女王摄政 (1833–1840) |
|      | 纳西索·德·埃雷迪亚·贝吉内斯·德·洛斯里奥斯 奥法利亚伯爵                  | 1837年12月16日 | 1838年9月6日   | 第二届奥法利亚伯爵内阁                    | 温和派            | 王太后玛丽亚·克里斯蒂娜 任 伊莎贝拉二世女王摄政 (1833–1840) |
|      | 贝纳尔迪诺·费尔南德斯·德·维拉斯科 弗里亚斯公爵                          | 1838年9月6日   | 1838年12月9日  | 弗里亚斯公爵内阁                          | 温和派            | 王太后玛丽亚·克里斯蒂娜 任 伊莎贝拉二世女王摄政 (1833–1840) |
|      | 伊西德罗·德·阿莱克斯·法布雷加斯 代理                                    | 1838年12月9日  | 1838年12月9日  | 第二次佩雷斯·德卡斯特罗内阁               | 温和派            | 王太后玛丽亚·克里斯蒂娜 任 伊莎贝拉二世女王摄政 (1833–1840) |
|      | 埃瓦里斯托·佩雷斯·德卡斯特罗·布里托                                     | 1838年12月9日  | 1840年7月18日  | 第二次佩雷斯·德卡斯特罗内阁               | 温和派            | 王太后玛丽亚·克里斯蒂娜 任 伊莎贝拉二世女王摄政 (1833–1840) |
|      | 安东尼奥·冈萨雷斯 第1次                                                 | 1840年7月20日  | 1840年8月12日  | 第一次冈萨雷斯-冈萨雷斯内阁               | 进步党            | 王太后玛丽亚·克里斯蒂娜 任 伊莎贝拉二世女王摄政 (1833–1840) |
|      | 瓦伦丁·费拉斯·巴劳                                                      | 1840年8月12日  | 1840年8月28日  | 费拉斯内阁                                | 进步党            | 王太后玛丽亚·克里斯蒂娜 任 伊莎贝拉二世女王摄政 (1833–1840) |
|      | 莫德斯托·科尔塔萨尔 代理                                                | 1840年8月29日  | 1840年9月11日  | 费拉斯内阁                                | 温和派            | 王太后玛丽亚·克里斯蒂娜 任 伊莎贝拉二世女王摄政 (1833–1840) |
|      | 维森特·桑乔                                                             | 1840年9月11日  | 1840年9月16日  | 桑乔内阁                                  | 温和派            | 王太后玛丽亚·克里斯蒂娜 任 伊莎贝拉二世女王摄政 (1833–1840) |
|      | 巴尔多梅罗·埃斯帕特罗 维克托里公爵 第2次                                | 1840年9月16日  | 1841年5月10日  | 第二次埃斯帕特罗内阁                      | 进步党            | 巴尔多梅罗·埃斯帕特罗 任伊莎贝拉二世的摄政 (1840–1843)      |
|      | 华金·马里亚·德·费雷尔·卡弗兰加                                          | 1841年5月10日  | 1841年5月20日  | 费雷尔内阁                                | 进步党            | 巴尔多梅罗·埃斯帕特罗 任伊莎贝拉二世的摄政 (1840–1843)      |
|      | 安东尼奥·冈萨雷斯 第2次                                                 | 1841年5月20日  | 1842年6月17日  | 第二次冈萨雷斯-冈萨雷斯内阁               | 进步党            | 巴尔多梅罗·埃斯帕特罗 任伊莎贝拉二世的摄政 (1840–1843)      |
|      | 何塞·拉蒙·罗迪尔 罗迪尔侯爵                                             | 1842年6月17日  | 1843年5月9日   | 罗迪尔内阁                                | 进步党            | 巴尔多梅罗·埃斯帕特罗 任伊莎贝拉二世的摄政 (1840–1843)      |
|      | 华金·马里亚·洛佩斯 第1次                                                | 1843年5月9日   | 1843年5月19日  | 第一次洛佩斯内阁                          | 进步党            | 巴尔多梅罗·埃斯帕特罗 任伊莎贝拉二世的摄政 (1840–1843)      |
|      | 阿尔瓦罗·戈麦斯·贝塞拉                                                  | 1843年5月19日  | 1843年7月23日  | 戈麦斯内阁                                | 进步党            | 巴尔多梅罗·埃斯帕特罗 任伊莎贝拉二世的摄政 (1840–1843)      |
|      | 华金·马里亚·洛佩斯 第2次                                                | 1843年7月23日  | 1843年11月20日 | 第二次洛佩斯内阁 第三次洛佩斯内阁         | 进步党            | 伊莎贝拉二世女王 (1833/1843–1868)                           |
|      | 萨卢斯蒂亚诺·奥洛萨加                                                   | 1843年11月20日 | 1843年12月5日  | 奥洛萨加内阁                              | 温和派            | 伊莎贝拉二世女王 (1833/1843–1868)                           |
|      | 路易斯·冈萨雷斯·布拉沃 第1次                                            | 1843年12月5日  | 1844年5月3日   | 第一次冈萨雷斯·布拉沃内阁                 | 进步党            | 伊莎贝拉二世女王 (1833/1843–1868)                           |
|      | 拉蒙·马里亚·纳尔瓦埃斯 瓦伦西亚公爵 第1次                               | 1844年5月3日   | 1846年2月12日  | 第一次纳瓦埃斯内阁                        | 温和派 (温和独裁) | 伊莎贝拉二世女王 (1833/1843–1868)                           |
|      | 曼努埃尔·潘多 米拉弗洛雷斯侯爵 第1次                                    | 1846年2月12日  | 1846年3月16日  | 第一次米拉弗洛雷斯侯爵内阁                | 温和派 (温和独裁) | 伊莎贝拉二世女王 (1833/1843–1868)                           |
|      | 拉蒙·马里亚·纳尔瓦埃斯 瓦伦西亚公爵 第2次                               | 1846年3月16日  | 1846年4月5日   | 第二次纳瓦埃斯内阁                        | 温和派 (温和独裁) | 伊莎贝拉二世女王 (1833/1843–1868)                           |
|      | 弗朗西斯科·哈维尔·伊斯图里斯 第2次                                      | 1846年4月5日   | 1847年1月28日  | 第二次伊斯图里斯内阁                      | 温和派 (温和独裁) | 伊莎贝拉二世女王 (1833/1843–1868)                           |
|      | 卡洛斯·马丁内斯·德·伊鲁霍 卡萨伊鲁霍侯爵，索托马约尔公爵                | 1847年1月28日  | 1847年8月28日  | 马丁内斯·德伊鲁霍内阁                     | 温和派 (温和独裁) | 伊莎贝拉二世女王 (1833/1843–1868)                           |
|      | 华金·弗朗西斯科·帕切科                                                  | 1847年8月28日  | 1847年8月31日  | 帕切科内阁                                | 温和派 (温和独裁) | 伊莎贝拉二世女王 (1833/1843–1868)                           |
|      | 何塞·德·萨拉曼卡                                                        | 1847年8月31日  | 1847年9月12日  | 加西亚·戈耶纳内阁                         | 温和派 (温和独裁) | 伊莎贝拉二世女王 (1833/1843–1868)                           |
|      | 弗洛伦西奥·加西亚·戈耶纳                                                | 1847年9月12日  | 1847年10月4日  | 加西亚·戈耶纳内阁                         | 温和派 (温和独裁) | 伊莎贝拉二世女王 (1833/1843–1868)                           |
|      | 拉蒙·马里亚·纳尔瓦埃斯 瓦伦西亚公爵 第3次                               | 1847年10月4日  | 1849年10月19日 | 第三次纳瓦埃斯内阁                        | 温和派 (温和独裁) | 伊莎贝拉二世女王 (1833/1843–1868)                           |
|      | 塞拉芬·马里亚·德索托 任命之前，职务取消                                 | 1849年10月19日 | 1849年10月20日 | 索托内阁                                  | 温和派 (温和独裁) | 伊莎贝拉二世女王 (1833/1843–1868)                           |
|      | 拉蒙·马里亚·纳尔瓦埃斯 瓦伦西亚公爵 第4次                               | 1849年10月20日 | 1851年1月14日  | 第四次纳瓦埃斯内阁                        | 温和派 (温和独裁) | 伊莎贝拉二世女王 (1833/1843–1868)                           |
|      | 胡安·布拉沃·穆里略                                                      | 1851年1月14日  | 1852年12月14日 | 布拉沃·穆里略内阁                         | 温和派 (温和独裁) | 伊莎贝拉二世女王 (1833/1843–1868)                           |
|      | 费德里科·德·隆卡利                                                      | 1852年12月14日 | 1853年4月14日  | 龙卡利内阁                                | 温和派 (温和独裁) | 伊莎贝拉二世女王 (1833/1843–1868)                           |
|      | 弗朗西斯科·德·莱尔桑迪                                                  | 1853年4月14日  | 1853年9月19日  | 莱尔松迪内阁                              | 温和派 (温和独裁) | 伊莎贝拉二世女王 (1833/1843–1868)                           |
|      | 路易斯·何塞·萨尔托留斯 圣路易斯伯爵                                     | 1853年9月19日  | 1854年7月17日  | 萨托里乌斯内阁                            | 温和派 (温和独裁) | 伊莎贝拉二世女王 (1833/1843–1868)                           |
|      | 费尔南多·费尔南德斯·德·科尔多瓦                                         | 1854年7月17日  | 1854年7月18日  | 费尔南德斯·德科尔多瓦内阁                 | 温和派 (温和独裁) | 伊莎贝拉二世女王 (1833/1843–1868)                           |
|      | 安格尔·德·萨维德拉 里瓦斯公爵                                           | 1854年7月18日  | 1854年7月19日  | 里瓦斯公爵内阁                            | 温和派 (温和独裁) | 伊莎贝拉二世女王 (1833/1843–1868)                           |
|      | 巴尔多梅罗·埃斯帕特罗 维克托里公爵 第3次                                | 1854年7月19日  | 1856年7月14日  | 第三次埃斯帕特罗内阁 第四次埃斯帕特罗内阁 | 进步党            | 伊莎贝拉二世女王 (1833/1843–1868)                           |
|      | 莱奥波尔多·奥唐内尔·霍里斯 第1次                                        | 1856年7月14日  | 1856年10月12日 | 第一次奥唐奈内阁                          | 联盟自由派        | 伊莎贝拉二世女王 (1833/1843–1868)                           |
|      | 拉蒙·马里亚·纳尔瓦埃斯 瓦伦西亚公爵 第5次                               | 1856年10月12日 | 1857年10月15日 | 第五次纳瓦埃斯内阁                        | 温和派            | 伊莎贝拉二世女王 (1833/1843–1868)                           |
|      | 弗朗西斯科·阿尔梅罗·佩尼亚兰达 内尔维昂侯爵                             | 1857年10月15日 | 1858年1月14日  | 阿梅罗内阁                                | 温和派            | 伊莎贝拉二世女王 (1833/1843–1868)                           |
|      | 弗朗西斯科·哈维尔·伊斯图里斯 第3次                                      | 1858年1月14日  | 1858年6月30日  | 第三次伊斯图里斯内阁                      | 温和派            | 伊莎贝拉二世女王 (1833/1843–1868)                           |
|      | 莱奥波尔多·奥唐内尔·霍里斯 第2次                                        | 1858年6月30日  | 1863年3月2日   | 第二次奥唐奈内阁 第三次奥唐奈内阁         | 联盟自由派        | 伊莎贝拉二世女王 (1833/1843–1868)                           |
|      | 曼努埃尔·潘多 米拉弗洛雷斯侯爵 第2次                                    | 1863年3月2日   | 1864年1月17日  | 第二次米拉弗洛雷斯内阁                    | 温和派            | 伊莎贝拉二世女王 (1833/1843–1868)                           |
|      | 洛伦佐·阿拉索拉·加西亚                                                  | 1864年1月17日  | 1864年3月1日   | 阿拉索拉内阁                              | 温和派            | 伊莎贝拉二世女王 (1833/1843–1868)                           |
|      | 亚历杭德罗·蒙·梅嫩德斯                                                  | 1864年3月1日   | 1864年9月16日  | 蒙内阁                                    | 联盟自由派        | 伊莎贝拉二世女王 (1833/1843–1868)                           |
|      | 拉蒙·马里亚·纳尔瓦埃斯 瓦伦西亚公爵 第6次                               | 1864年9月16日  | 1865年6月21日  | 第六次纳瓦埃斯内阁                        | 温和派            | 伊莎贝拉二世女王 (1833/1843–1868)                           |
|      | 莱奥波尔多·奥唐内尔·霍里斯 第3次                                        | 1865年6月21日  | 1866年7月10日  | 第四次奥唐奈内阁                          | 联盟自由派        | 伊莎贝拉二世女王 (1833/1843–1868)                           |
|      | 拉蒙·马里亚·纳尔瓦埃斯 瓦伦西亚公爵 第7次                               | 1866年7月10日  | 1868年4月23日  | 第七次纳瓦埃斯内阁                        | 温和派            | 伊莎贝拉二世女王 (1833/1843–1868)                           |
|      | 路易斯·冈萨雷斯·布拉沃 第2次                                            | 1868年4月23日  | 1868年9月19日  | 第二次冈萨雷斯·布拉沃内阁                 | 进步党            | 伊莎贝拉二世女王 (1833/1843–1868)                           |
|      | 何塞·古铁雷斯·德拉孔查                                                  | 1868年9月19日  | 1868年9月30日  | 古铁雷斯·德拉孔查内阁                     | 温和派            | 伊莎贝拉二世女王 (1833/1843–1868)                           |
|      | 帕斯夸尔·马多斯 代                                                      | 1868年9月30日  | 1868年10月3日  |                                           |                   | 非正式 国家元首                                             |
|      | 弗朗西斯科·塞拉诺·多明格斯 拉托雷公爵，圣安东尼奥伯爵 第1次             | 1868年10月3日  | 1869年6月18日  | 第一次塞拉诺内阁 第二次塞拉诺内阁         | 自由联盟          | 非正式 国家元首                                             |
|      | 胡安·普里姆将军 第一代雷乌斯伯爵、布鲁克子爵、卡斯蒂列霍斯侯爵          | 1869年6月18日  | 1870年12月27日 | 普里姆内阁                                | 改良自由派        | 摄政弗朗西斯科·塞拉诺·多明格斯 (1869–1870)                  |
|      | 胡安·包蒂斯塔·托佩特 代理                                               | 1870年12月27日 | 1871年1月4日   | 普里姆内阁                                | 自由联盟          | 阿玛迪奥国王 (1870–1873)                                    |
|      | 弗朗西斯科·塞拉诺·多明格斯 拉托雷公爵，圣安东尼奥伯爵 第2次             | 1871年1月4日   | 1871年7月24日  | 第三次塞拉诺内阁                          | 自由联盟          | 阿玛迪奥国王 (1870–1873)                                    |
|      | 曼努埃尔·鲁伊斯·索里利亚 第1次                                          | 1871年7月24日  | 1871年10月5日  | 第一次鲁伊斯·索里利亚内阁                 | 民主派            | 阿玛迪奥国王 (1870–1873)                                    |
|      | 何塞·马尔坎波 圣拉斐尔侯爵，霍洛伯爵                                    | 1871年10月5日  | 1871年12月21日 | 马尔坎波内阁                              | 民主派            | 阿玛迪奥国王 (1870–1873)                                    |
|      | 普拉克塞德斯·马特奥·萨加斯塔 第1次                                      | 1871年12月21日 | 1872年5月26日  | 第一次萨加斯塔内阁 第二次萨加斯塔内阁     | 改良自由派        | 阿玛迪奥国王 (1870–1873)                                    |
|      | 胡安·包蒂斯塔·托佩特 代理                                               | 1872年5月26日  | 1872年6月4日   | 第四次塞拉诺内阁                          | 自由联盟          | 阿玛迪奥国王 (1870–1873)                                    |
|      | 弗朗西斯科·塞拉诺·多明格斯 拉托雷公爵，圣安东尼奥伯爵 第3次             | 1872年6月4日   | 1872年6月13日  | 第四次塞拉诺内阁                          | 自由联盟          | 阿玛迪奥国王 (1870–1873)                                    |
|      | 费尔南多·费尔南德斯·德·科尔多瓦 代理                                    | 1872年6月13日  | 1872年6月16日  | 第二次鲁伊斯·索里利亚内阁                 | 温和自由派        | 阿玛迪奥国王 (1870–1873)                                    |
|      | 曼努埃尔·鲁伊斯·索里利亚 第2次                                          | 1872年6月16日  | 1873年2月12日  | 第二次鲁伊斯·索里利亚内阁                 | 民主-共和派       | 阿玛迪奥国王 (1870–1873)                                    |

## 西班牙第一共和国(1873–1874)

### 总理 (临时政府主席)
政治信仰:
  没有
  自由保守主义
  社会民主主义
  自由进步主义
  中间派 
  军人
| 肖像 | 姓名                               | 开始          | 结束           | 内阁                                                                       | 政党           | 国家元首 (届)   |
| ---- | ---------------------------------- | ------------- | -------------- | -------------------------------------------------------------------------- | -------------- | --------------- |
|      | 埃斯塔尼斯劳·菲格拉斯·莫拉加斯     | 1873年2月12日 | 1873年6月11日  | 第一次菲格拉斯内阁第二次菲格拉斯内阁 第三次菲格拉斯内阁 第四次菲格拉斯内阁 | 联邦共和       | 总理 兼国家元首 |
|      | 弗朗西斯科·皮·马加尔               | 1873年6月11日 | 1873年7月18日  | 皮-马加尔内阁                                                              | 联邦共和       | 总理 兼国家元首 |
|      | 尼古拉斯·萨尔梅隆·阿隆索           | 1873年7月18日 | 1873年9月7日   | 萨尔梅龙内阁                                                               | 温和共和派     | 总理 兼国家元首 |
|      | 埃米利奥·卡斯特拉尔·里波尔         | 1873年9月7日  | 1874年1月4日   | 卡斯特拉尔内阁                                                             | 统一共和派     | 总理 兼国家元首 |
|      | 弗朗西斯科·塞拉诺·多明格斯 第4次   | 1874年1月4日  | 1874年2月26日  | 第五次塞拉诺内阁                                                           | 保守共和党独裁 | 总理 兼国家元首 |
|      | 胡安·德·萨瓦拉                     | 1874年2月26日 | 1874年9月3日   | 萨瓦拉内阁                                                                 | 保守共和党独裁 | 总理 兼国家元首 |
|      | 普拉克塞德斯·马特奥·萨加斯塔 第2次 | 1874年9月3日  | 1874年12月30日 | 第三次萨加斯塔内阁                                                         | 自由派         | 总理 兼国家元首 |

## 西班牙王国 (1874年－1931年)

### 首相 (部长会议主席)
政治信仰:
  没有
  自由保守主义
  社会民主主义
  自由进步主义
  中间派 
  军人
| 肖像 | 姓名                                                                                       | 开始           | 结束           | 政党                 | 国家元首 (届)                                           |
| ---- | ------------------------------------------------------------------------------------------ | -------------- | -------------- | -------------------- | ------------------------------------------------------- |
|      | 安东尼奥·卡诺瓦斯·德尔卡斯蒂略 第1次                                                       | 1874年12月31日 | 1875年9月12日  | 保守派               | 阿方索十二世国王 (1874–1885)                            |
|      | 华金·霍维利亚尔·索莱尔                                                                     | 1875年9月12日  | 1875年12月2日  | 保守派               | 阿方索十二世国王 (1874–1885)                            |
|      | 安东尼奥·卡诺瓦斯·德尔卡斯蒂略 第2次                                                       | 1875年12月2日  | 1879年3月7日   | 保守派               | 阿方索十二世国王 (1874–1885)                            |
|      | 阿尔塞尼奥·马丁内斯·坎波斯                                                                 | 1879年3月7日   | 1879年12月9日  | 保守派               | 阿方索十二世国王 (1874–1885)                            |
|      | 安东尼奥·卡诺瓦斯·德尔卡斯蒂略 第3次                                                       | 1879年12月9日  | 1881年2月8日   | 保守派               | 阿方索十二世国王 (1874–1885)                            |
|      | 普拉克塞德斯·马特奥·萨加斯塔 3次                                                           | 1881年2月8日   | 1883年10月13日 | 自由派               | 阿方索十二世国王 (1874–1885)                            |
|      | 何塞·波萨达·埃雷拉                                                                         | 1883年10月13日 | 1884年1月18日  | 自由派               | 阿方索十二世国王 (1874–1885)                            |
|      | 安东尼奥·卡诺瓦斯·德尔卡斯蒂略 第4次                                                       | 1884年1月18日  | 1885年11月27日 | 保守派               | 阿方索十二世国王 (1874–1885)                            |
|      | 普拉克塞德斯·马特奥·萨加斯塔 第4次                                                         | 1885年11月27日 | 1890年7月5日   | 自由派               | 玛丽亚·克里斯蒂娜王太后 阿方索十三世 的摄政 (1886–1902) |
|      | 安东尼奥·卡诺瓦斯·德尔卡斯蒂略 第5次                                                       | 1890年7月5日   | 1892年12月11日 | 保守派               | 玛丽亚·克里斯蒂娜王太后 阿方索十三世 的摄政 (1886–1902) |
|      | 普拉克塞德斯·马特奥·萨加斯塔 第5次                                                         | 1892年12月11日 | 1895年3月23日  | 自由派               | 玛丽亚·克里斯蒂娜王太后 阿方索十三世 的摄政 (1886–1902) |
|      | 安东尼奥·卡诺瓦斯·德尔卡斯蒂略 第6次                                                       | 1895年3月23日  | 1897年8月8日   | 保守派               | 玛丽亚·克里斯蒂娜王太后 阿方索十三世 的摄政 (1886–1902) |
|      | 马塞洛·阿斯卡拉加·帕尔梅罗 代理至8月21日，第1次                                            | 1897年8月8日   | 1897年10月4日  | 保守派               | 玛丽亚·克里斯蒂娜王太后 阿方索十三世 的摄政 (1886–1902) |
|      | 普拉克塞德斯·马特奥·萨加斯塔 第6次                                                         | 1897年10月4日  | 1899年3月4日   | 自由派               | 玛丽亚·克里斯蒂娜王太后 阿方索十三世 的摄政 (1886–1902) |
|      | 弗朗西斯科·西尔维拉·德勒维列乌泽 第1次                                                     | 1899年3月4日   | 1900年10月23日 | 保守派               | 玛丽亚·克里斯蒂娜王太后 阿方索十三世 的摄政 (1886–1902) |
|      | 马塞洛·阿斯卡拉加·帕尔梅罗 第2次                                                           | 1900年10月23日 | 1901年3月6日   | 保守派               | 玛丽亚·克里斯蒂娜王太后 阿方索十三世 的摄政 (1886–1902) |
|      | 普拉克塞德斯·马特奥·萨加斯塔 第7次                                                         | 1901年3月6日   | 1902年12月6日  | 自由派               | 玛丽亚·克里斯蒂娜王太后 阿方索十三世 的摄政 (1886–1902) |
|      | 弗朗西斯科·西尔维拉·德勒维列乌泽 第2次                                                     | 1902年12月6日  | 1903年7月20日  | 保守派               | 阿方索十三世国王 (1886/1902–1931)                       |
|      | 莱蒙多·费尔南德斯·比利亚维尔德 第1次                                                       | 1903年7月20日  | 1903年12月5日  | 保守派               | 阿方索十三世国王 (1886/1902–1931)                       |
|      | 安东尼奥·毛拉-蒙塔内尔 第1次                                                               | 1903年12月5日  | 1904年12月16日 | 保守派               | 阿方索十三世国王 (1886/1902–1931)                       |
|      | 马塞洛·阿斯卡拉加·帕尔梅罗 第3次                                                           | 1904年12月16日 | 1905年1月27日  | 保守派               | 阿方索十三世国王 (1886/1902–1931)                       |
|      | 莱蒙多·费尔南德斯·比利亚维尔德 第2次                                                       | 1905年1月27日  | 1905年6月23日  | 保守派               | 阿方索十三世国王 (1886/1902–1931)                       |
|      | 尤金尼奥·蒙特罗·里奥斯                                                                     | 1905年6月23日  | 1905年12月1日  | 自由派               | 阿方索十三世国王 (1886/1902–1931)                       |
|      | 塞吉斯蒙多·莫雷特 第1次                                                                    | 1905年12月1日  | 1906年7月6日   | 自由派               | 阿方索十三世国王 (1886/1902–1931)                       |
|      | 何塞·洛佩兹·多明格斯                                                                       | 1906年7月6日   | 1906年11月30日 | 自由派               | 阿方索十三世国王 (1886/1902–1931)                       |
|      | 塞吉斯蒙多·莫雷特 第2次                                                                    | 1906年11月30日 | 1906年12月4日  | 自由派               | 阿方索十三世国王 (1886/1902–1931)                       |
|      | 安东尼奥·阿吉拉尔-科雷亚 第八代维加德阿尔米霍侯爵                                          | 1906年12月4日  | 1907年1月25日  | 自由派               | 阿方索十三世国王 (1886/1902–1931)                       |
|      | 安东尼奥·毛拉-蒙塔内尔 第2次                                                               | 1907年1月25日  | 1909年10月21日 | 保守派               | 阿方索十三世国王 (1886/1902–1931)                       |
|      | 塞吉斯蒙多·莫雷特 第3次                                                                    | 1909年10月21日 | 1910年2月9日   | 自由派               | 阿方索十三世国王 (1886/1902–1931)                       |
|      | 何塞·卡纳莱哈斯·门德斯                                                                     | 1910年2月9日   | 1912年11月12日 | 自由派               | 阿方索十三世国王 (1886/1902–1931)                       |
|      | 曼努埃尔·加西亚·普列托 阿尔胡塞马斯侯爵 代理，第1次                                        | 1912年11月12日 | 1912年11月14日 | 自由派               | 阿方索十三世国王 (1886/1902–1931)                       |
|      | 阿尔瓦罗·菲格罗亚-托雷斯 罗曼诺内斯伯爵 第1次                                              | 1912年11月14日 | 1913年10月27日 | 自由派               | 阿方索十三世国王 (1886/1902–1931)                       |
|      | 爱德华多·达托 第1次                                                                        | 1913年10月27日 | 1915年12月9日  | 保守派               | 阿方索十三世国王 (1886/1902–1931)                       |
|      | 阿尔瓦罗·菲格罗亚-托雷斯 罗曼诺内斯伯爵 第2次                                              | 1915年12月9日  | 1917年4月19日  | 自由派               | 阿方索十三世国王 (1886/1902–1931)                       |
|      | 曼努埃尔·加西亚·普列托 阿尔胡塞马斯侯爵 第2次                                              | 1917年4月19日  | 1917年6月11日  | 自由-民主            | 阿方索十三世国王 (1886/1902–1931)                       |
|      | 爱德华多·达托 第2次                                                                        | 1917年6月11日  | 1917年11月3日  | 保守派               | 阿方索十三世国王 (1886/1902–1931)                       |
|      | 曼努埃尔·加西亚·普列托 阿尔胡塞马斯侯爵 第3次                                              | 1917年11月3日  | 1918年3月22日  | 自由-民主 (集权政府) | 阿方索十三世国王 (1886/1902–1931)                       |
|      | 安东尼奥·毛拉-蒙塔内尔 第3次                                                               | 1918年3月22日  | 1918年11月9日  | 保守派 (集权政府)    | 阿方索十三世国王 (1886/1902–1931)                       |
|      | 曼努埃尔·加西亚·普列托 阿尔胡塞马斯侯爵 第4次                                              | 1918年11月9日  | 1918年12月5日  | 自由-民主            | 阿方索十三世国王 (1886/1902–1931)                       |
|      | 阿尔瓦罗·菲格罗亚-托雷斯 罗曼诺内斯伯爵 第3次                                              | 1918年12月5日  | 1919年4月15日  | 自由派               | 阿方索十三世国王 (1886/1902–1931)                       |
|      | 安东尼奥·毛拉-蒙塔内尔 第4次                                                               | 1919年4月15日  | 1919年7月20日  | 保守派 (集权政府)    | 阿方索十三世国王 (1886/1902–1931)                       |
|      | 华金·桑切斯·德托卡                                                                         | 1919年7月20日  | 1919年12月12日 | 保守派               | 阿方索十三世国王 (1886/1902–1931)                       |
|      | 曼努埃尔·阿连德萨拉查 第1次                                                                | 1919年12月12日 | 1920年5月5日   | 保守派               | 阿方索十三世国王 (1886/1902–1931)                       |
|      | 爱德华多·达托 第3次                                                                        | 1920年5月5日   | 1921年3月8日   | 保守派               | 阿方索十三世国王 (1886/1902–1931)                       |
|      | 加比诺·布加亚尔·阿劳霍 布加拉尔伯爵 代理                                                   | 1921年3月8日   | 1921年3月13日  | 保守派               | 阿方索十三世国王 (1886/1902–1931)                       |
|      | 曼努埃尔·阿连德萨拉查 第2次                                                                | 1921年3月13日  | 1921年8月14日  | 保守派               | 阿方索十三世国王 (1886/1902–1931)                       |
|      | 安东尼奥·毛拉-蒙塔内尔 第5次                                                               | 1921年8月14日  | 1922年3月8日   | 保守派 (集权政府)    | 阿方索十三世国王 (1886/1902–1931)                       |
|      | 何塞·桑切斯·古埃拉                                                                         | 1922年3月8日   | 1922年12月7日  | 保守派               | 阿方索十三世国王 (1886/1902–1931)                       |
|      | 曼努埃尔·加西亚·普列托 阿尔胡塞马斯侯爵 第5次                                              | 1922年12月7日  | 1923年9月15日  | 自由民主派           | 阿方索十三世国王 (1886/1902–1931)                       |
|      | 米格尔·普里莫·德·里维拉将军 陆军总司令，埃斯特拉和阿吉迪尔侯爵 军政府首脑任至1925年12月3日 | 1923年9月15日  | 1930年1月30日  | 军事独裁             | 阿方索十三世国王 (1886/1902–1931)                       |
|      | 达马索·贝伦格尔 绍恩伯爵陆军中将                                                           | 1930年1月30日  | 1931年2月18日  | 军人"温和独裁"       | 阿方索十三世国王 (1886/1902–1931)                       |
|      | 胡安·包蒂斯塔·阿斯纳尔-卡瓦尼亚斯 海军上将                                                 | 1931年2月18日  | 1931年4月14日  | 军人"温和独裁"       | 阿方索十三世国王 (1886/1902–1931)                       |

## 西班牙第二共和国(1931–1939)

### 总理  (部长会议主席)
政治信仰:
  没有
  自由保守主义
  社会民主主义
  自由进步主义
  中间派 
  军人
| 肖像 | 肖像                         | 姓名                              | 开始           | 结束           | 政党                      | 选举 | 国家元首 (届)                          |
| ---- | ---------------------------- | --------------------------------- | -------------- | -------------- | ------------------------- | ---- | -------------------------------------- |
|      |                              | 尼塞托·阿尔卡拉-萨莫拉            | 1931年4月14日  | 1931年10月14日 | 自由共和右翼 临时政府     | —    | 非正式 国家元首                        |
|      |                              | 曼努埃尔·阿萨尼亚·迪亚斯 第一次   | 1931年10月14日 | 1933年9月12日  | 共和行动                  | 1931 | 尼塞托·阿尔卡拉-萨莫拉总统 (1933–1936) |
|      |                              | 亚历杭德罗·莱罗克斯·加西亚 第一次 | 1933年9月12日  | 1933年10月8日  | 激进共和党                | 1933 | 尼塞托·阿尔卡拉-萨莫拉总统 (1933–1936) |
|      |                              | 迭戈·马丁内斯·巴里奥              | 1933年10月8日  | 1933年12月16日 | 激进共和党                | 1933 | 尼塞托·阿尔卡拉-萨莫拉总统 (1933–1936) |
|      |                              | 亚历杭德罗·莱罗克斯·加西亚 第二次 | 1933年12月16日 | 1934年4月28日  | 激进共和党                | 1933 | 尼塞托·阿尔卡拉-萨莫拉总统 (1933–1936) |
|      |                              | 里卡多·桑佩尔·伊瓦涅斯            | 1934年4月28日  | 1934年10月4日  | 激进共和党                | 1933 | 尼塞托·阿尔卡拉-萨莫拉总统 (1933–1936) |
|      |                              | 亚历杭德罗·莱罗克斯·加西亚 第三次 | 1934年10月4日  | 1935年9月25日  | 激进共和党                | 1933 | 尼塞托·阿尔卡拉-萨莫拉总统 (1933–1936) |
|      |                              | 华金·查帕普莱塔·托雷格罗萨        | 1935年9月25日  | 1935年12月14日 | 独立                      | 1933 | 尼塞托·阿尔卡拉-萨莫拉总统 (1933–1936) |
|      | 曼努埃尔·波特拉·巴利亚达雷斯 | 1935年12月14日                    | 1936年2月19日  | 独立           |                           | 1933 | 尼塞托·阿尔卡拉-萨莫拉总统 (1933–1936) |
|      |                              | 曼努埃尔·阿萨尼亚·迪亚斯 第二次   | 1936年2月19日  | 1936年5月10日  | 共和左翼 人民阵线         | 1936 | 尼塞托·阿尔卡拉-萨莫拉总统 (1933–1936) |
|      |                              | 奥古斯托·巴尔西亚·特雷列斯 代理   | 1936年5月10日  | 1936年5月13日  | 共和左翼 人民阵线         | 1936 | 曼努埃尔·阿萨尼亚总统 (1936–1939)      |
|      |                              | 圣地亚哥·卡萨雷斯·基罗加          | 1936年5月13日  | 1936年7月19日  | 共和左翼 人民阵线         | 1936 | 曼努埃尔·阿萨尼亚总统 (1936–1939)      |
|      |                              | 迭戈·马丁内斯·巴里奥 代理         | 1936年7月19日  | 1936年7月19日  | 共和联盟 人民阵线         | 1936 | 曼努埃尔·阿萨尼亚总统 (1936–1939)      |
|      |                              | 何塞·吉拉尔·佩雷拉                | 1936年7月19日  | 1936年9月4日   | 共和左翼 人民阵线         | 1936 | 曼努埃尔·阿萨尼亚总统 (1936–1939)      |
|      |                              | 弗朗西斯科·拉尔戈·卡巴列罗        | 1936年9月4日   | 1937年5月17日  | 西班牙工人社会党 人民阵线 | 1936 | 曼努埃尔·阿萨尼亚总统 (1936–1939)      |
|      |                              | 胡安·内格林·洛佩斯                | 1937年5月17日  | 1939年4月1日   | 西班牙工人社会党 人民阵线 | 1936 | 曼努埃尔·阿萨尼亚总统 (1936–1939)      |

## 西班牙流亡政府(1939–1977)
流亡总理
- 胡安·内格林 (Juan Negrín López) (1939年3月4日 - 1945年8月17日)
- 何塞·吉拉尔 (José Giral Pereyra) (1945年8月17日 - 1947年2月9日)
- 罗多尔福·洛皮斯 (Rodolfo Llopis Ferrándiz) (1947年2月9日 - 1947年8月8日)
- 阿尔瓦罗·德·阿尔博诺斯·利米尼亚纳 (Álvaro de Albornoz y Liminiana)(1947年8月8日 - 1951年8月13日)
- 费利克斯·戈尔东 (Félix Gordón Ordás) (1951年8月13日 - 1960年5月9日)
- 埃米利奥·埃雷拉 (Emilio Herrera Linares) (1960年5月9日 - 1962年2月28日)
- 克劳迪奥·桑切斯-阿尔博诺斯·蒙杜尼亚(Claudio Sánchez-Albornoz y Menduiña) (1962年2月28日 - 1971年2月28日)
- 费尔南多·瓦莱拉·阿帕里西奥(Fernando Valera Aparicio) (1971年2月28日 - 1977年7月23日)

## 佛朗哥统治时期 (1936–1975)

### 西班牙內戰国民军控制区政府首脑 (1936–1939)
| 肖像 | 肖像 | 职务               | 姓名                       | 开始          | 结束          | 政党        | 国家元首 (届)                     |
| ---- | ---- | ------------------ | -------------------------- | ------------- | ------------- | ----------- | --------------------------------- |
|      |      | 国防委员会主席     | 米格尔·卡巴内拉斯·费雷尔   | 1936年7月23日 | 1936年10月1日 | 军人        | 布尔戈斯 军事集团 (1936)          |
|      |      | 国家技术委员会主席 | 菲德尔·达维拉·阿隆多       | 1936年10月3日 | 1937年6月3日  | 军人        | 弗朗西斯科·佛朗哥元首 (1936–1939) |
|      |      | 国家技术委员会主席 | 弗朗西斯科·戈麦斯-霍尔达纳 | 1937年6月3日  | 1938年1月31日 | 军人        | 弗朗西斯科·佛朗哥元首 (1936–1939) |
|      |      | 政府主席           | 弗朗西斯科·佛朗哥·巴哈蒙德 | 1938年1月31日 | 1939年4月1日  | 长枪党 军人 | 弗朗西斯科·佛朗哥元首 (1936–1939) |

### 总理 (政府主席)
| 肖像 | 肖像 | 姓名                            | 开始           | 结束           | 政党        | 国家元首 (届)                     |
| ---- | ---- | ------------------------------- | -------------- | -------------- | ----------- | --------------------------------- |
|      |      | 弗朗西斯科·佛朗哥·巴哈蒙德      | 1939年4月1日   | 1973年6月8日   | 长枪党 军人 | 弗朗西斯科·佛朗哥元首 (1939–1975) |
|      |      | 路易斯·卡雷罗·布兰科            | 1973年6月9日   | 1973年12月20日 | 长枪党 军人 | 弗朗西斯科·佛朗哥元首 (1939–1975) |
|      |      | 托尔夸托·费尔南德斯-米兰达 代理 | 1973年12月20日 | 1973年12月31日 | 长枪党      | 弗朗西斯科·佛朗哥元首 (1939–1975) |
|      |      | 卡洛斯·阿里亚斯·纳瓦罗          | 1973年12月31日 | 1975年11月20日 | 长枪党      | 弗朗西斯科·佛朗哥元首 (1939–1975) |

## 西班牙王国复辟 (自1975年起)

### 首相（政府主席）
政党:
  
  长枪党(FE-JONS)
  
  民主中间联盟(UCD)
  
  工人社会党(PSOE)
  
  人民党(PP)
  
  军人
| 肖像 | 肖像           | 姓名 (生–卒)                                                             | 开始             | 结束                       | 政党               | 国会 (选举) | 国家元首 (在位)                 |
| --- | -------------- | ------------------------------------------------------------------------ | ---------------- | -------------------------- | ------------------ | ----------- | ------------------------------- |
| |                | 卡洛斯·阿里亚斯·纳瓦罗 （Carlos Arias Navarro） (1908–1989)              | 1975年11月20日   | 1976年7月1日               | 长枪党             | —           | 胡安·卡洛斯一世國王 (1975–2014) |
| 佛朗哥时代最后的西班牙总理，胡安·卡洛斯一世即位后续任首相，因反对改革辞职。 |                | 卡洛斯·阿里亚斯·纳瓦罗 （Carlos Arias Navarro） (1908–1989)              |                  |                            |                    |             | 胡安·卡洛斯一世國王 (1975–2014) |
| |                | 费尔南多·德·桑蒂亚戈·迪亚斯 （Fernando de Santiago） (1910–1994)         | 1976年7月1日     | 1976年7月5日               | 军人               | —           | 胡安·卡洛斯一世國王 (1975–2014) |
| 纳瓦罗政府的副首相，在纳瓦罗辞职后担任临时首相。 |                | 费尔南多·德·桑蒂亚戈·迪亚斯 （Fernando de Santiago） (1910–1994)         |                  |                            |                    |             | 胡安·卡洛斯一世國王 (1975–2014) |
| |                | 阿道弗·苏亚雷斯·冈萨雷斯 （Adolfo Suárez） (1932–2014)                   | 1976年7月5日     | 1981年1月29日              | 民主中间联盟 (UCD) | Cst. (1977) | 胡安·卡洛斯一世國王 (1975–2014) |
| I (1979) |                | 阿道弗·苏亚雷斯·冈萨雷斯 （Adolfo Suárez） (1932–2014)                   | 1976年7月5日     | 1981年1月29日              | 民主中间联盟 (UCD) |             | 胡安·卡洛斯一世國王 (1975–2014) |
| UCD在1977年大选获胜後獲任命为首相；监督西班牙1978年宪法；辞职。 |                | 阿道弗·苏亚雷斯·冈萨雷斯 （Adolfo Suárez） (1932–2014)                   |                  |                            |                    |             | 胡安·卡洛斯一世國王 (1975–2014) |
| |                | 莱奥波尔多·卡尔沃-索特洛·布斯特洛 （Leopoldo Calvo-Sotelo） (1926–2008)  | 1981年1月29日    | 1982年12月2日              | 民主中间联盟 (UCD) | I (續)      | 胡安·卡洛斯一世國王 (1975–2014) |
| 1981年2月25日前為代理首相；23F（軍方）政變未遂；UCD分裂，在1982大选中受重挫，遂下野。 |                | 莱奥波尔多·卡尔沃-索特洛·布斯特洛 （Leopoldo Calvo-Sotelo） (1926–2008)  |                  |                            |                    |             | 胡安·卡洛斯一世國王 (1975–2014) |
| |                | 费利佩·冈萨雷斯·马尔克斯 （Felipe González） (1942–)                     | 1982年12月2日    | 1996年5月5日               | 工人社会党         | II (1982)   | 胡安·卡洛斯一世國王 (1975–2014) |
| III (1986) |                | 费利佩·冈萨雷斯·马尔克斯 （Felipe González） (1942–)                     | 1982年12月2日    | 1996年5月5日               | 工人社会党         |             | 胡安·卡洛斯一世國王 (1975–2014) |
| IV (1989) |                | 费利佩·冈萨雷斯·马尔克斯 （Felipe González） (1942–)                     | 1982年12月2日    | 1996年5月5日               | 工人社会党         |             | 胡安·卡洛斯一世國王 (1975–2014) |
| V (1993) |                | 费利佩·冈萨雷斯·马尔克斯 （Felipe González） (1942–)                     | 1982年12月2日    | 1996年5月5日               | 工人社会党         |             | 胡安·卡洛斯一世國王 (1975–2014) |
| 任內推動1986年加入北约公投、加入欧洲经济共同体。該國迄今任职时间最长的首相。 |                | 费利佩·冈萨雷斯·马尔克斯 （Felipe González） (1942–)                     |                  |                            |                    |             | 胡安·卡洛斯一世國王 (1975–2014) |
| |                | 何塞·玛丽亚·阿斯纳尔·洛佩斯 （José María Aznar） (1953–)                 | 1996年5月5日     | 2004年4月17日              | 人民党             | VI (1996)   | 胡安·卡洛斯一世國王 (1975–2014) |
| VII (2000) |                | 何塞·玛丽亚·阿斯纳尔·洛佩斯 （José María Aznar） (1953–)                 | 1996年5月5日     | 2004年4月17日              | 人民党             |             | 胡安·卡洛斯一世國王 (1975–2014) |
| 任內定欧元為法定貨幣；派兵参加伊拉克战争；發生2004年马德里火车爆炸案。 |                | 何塞·玛丽亚·阿斯纳尔·洛佩斯 （José María Aznar） (1953–)                 |                  |                            |                    |             | 胡安·卡洛斯一世國王 (1975–2014) |
| |                | 何塞·路易斯·罗德里格斯·萨帕特罗 （José Luis Rodríguez Zapatero） (1960–) | 2004年4月17日    | 2011年12月20日             | 工人社会党         | VIII (2004) | 胡安·卡洛斯一世國王 (1975–2014) |
| IX (2008) |                | 何塞·路易斯·罗德里格斯·萨帕特罗 （José Luis Rodríguez Zapatero） (1960–) | 2004年4月17日    | 2011年12月20日             | 工人社会党         |             | 胡安·卡洛斯一世國王 (1975–2014) |
| 从伊拉克撤回部队； 將同性婚姻立法； 爆發2008年–2011年西班牙金融危机 |                | 何塞·路易斯·罗德里格斯·萨帕特罗 （José Luis Rodríguez Zapatero） (1960–) |                  |                            |                    |             | 胡安·卡洛斯一世國王 (1975–2014) |
| |                | 马里亚诺·拉霍伊·布雷 （Mariano Rajoy） (1955–)                           | 2011年12月20日   | 2015年12月22日             | 人民党             | X (2011)    | 胡安·卡洛斯一世國王 (1975–2014) |
| 2015年12月22日 | 2016年10月31日 | 马里亚诺·拉霍伊·布雷 （Mariano Rajoy） (1955–)                           | XI (2015)        | 费利佩六世国王 (2014–至今) | 人民党             |             |                                 |
| 2016年10月31日 | 2018年6月1日   | 马里亚诺·拉霍伊·布雷 （Mariano Rajoy） (1955–)                           | XII (2016)       | 费利佩六世国王 (2014–至今) | 人民党             |             |                                 |
| 任內處理2011–16年西班牙金融危机、2012年两次总罢工；2012、2018年兩度爆發加泰罗尼亚独立危机，因此發生憲政危機；發生2013年巴尔塞尼亚斯事件。2014年見證胡安·卡洛斯一世退位。2011–15年該党及工人社会党出現信誉危机，次要政黨我们能和公民党支持率激增。2015年市政选举反对两党联盟激增。最长的西班牙看守内阁（314天）。2018年6月1日，对他的不信任动议獲通過，遂下野，是为西班牙史上首位被弹劾罢免之首相。 |                | 马里亚诺·拉霍伊·布雷 （Mariano Rajoy） (1955–)                           |                  | 费利佩六世国王 (2014–至今) |                    |             |                                 |
| |                | 佩德羅·桑切斯·佩雷斯-卡斯特洪 （Pedro Sánchez Pérez-Castejón） (1972–)   | 2018年6月1日     | 费利佩六世国王 (2014–至今) | 2020年1月8日       | 工人社會黨  | XII (續)                        |
| XIII (2019年4月) |                | 佩德羅·桑切斯·佩雷斯-卡斯特洪 （Pedro Sánchez Pérez-Castejón） (1972–)   | 2018年6月1日     | 费利佩六世国王 (2014–至今) | 2020年1月8日       | 工人社會黨  |                                 |
| 2020年1月8日 | 2023年11月21日 | 佩德羅·桑切斯·佩雷斯-卡斯特洪 （Pedro Sánchez Pérez-Castejón） (1972–)   | XIV (2019年11月) | 费利佩六世国王 (2014–至今) |                    | 工人社會黨  |                                 |
| 2023年11月21日 | 現任           | 佩德羅·桑切斯·佩雷斯-卡斯特洪 （Pedro Sánchez Pérez-Castejón） (1972–)   | XV (2023)        | 费利佩六世国王 (2014–至今) |                    | 工人社會黨  |                                 |
| 在他領導的工人社會黨发起對拉霍伊不信任动議通過後拜相；表明采取温和及亲欧盟政策。2019年出現籌組政府僵局，導致看守政府時間僅次於其上任，終於2020年與極左的聯合我們能 （及其後重組成的汇总）合組民主回歸後首兩屆聯合政府。經歷新冠病毒疫情大爆發 。 |                | 佩德羅·桑切斯·佩雷斯-卡斯特洪 （Pedro Sánchez Pérez-Castejón） (1972–)   |                  | 费利佩六世国王 (2014–至今) |                    |             |                                 |

## 註解
^†  任內自然死亡 / ^‡  被刺殺
^§  辭職
^✕  輸掉不信任動議